# Thomas Clifford
Thomas Clifford, 1. baron Clifford (Thomas Clifford, 1st Baron Clifford of Chudleigh) (1. srpna 1630 – 17. října 1673) byl anglický státník a diplomat. Pocházel z vedlejší větve starobylé rodiny hrabat z Cumberlandu. V obnovené monarchii po anglické revoluci byl poslancem dolní sněmovny a námořním důstojníkem. S podporou lorda Arlingtona vstoupil do státních služeb, uplatnil se jako diplomat (Doverská smlouva), zastával funkce u dvora a v rámci vlády cabal zastával post prvního lorda pokladu. V roce 1672 s titulem barona přešel do Sněmovny lordů, v roce 1673 byl odvolán z funkcí a krátce poté spáchal sebevraždu.

## Kariéra

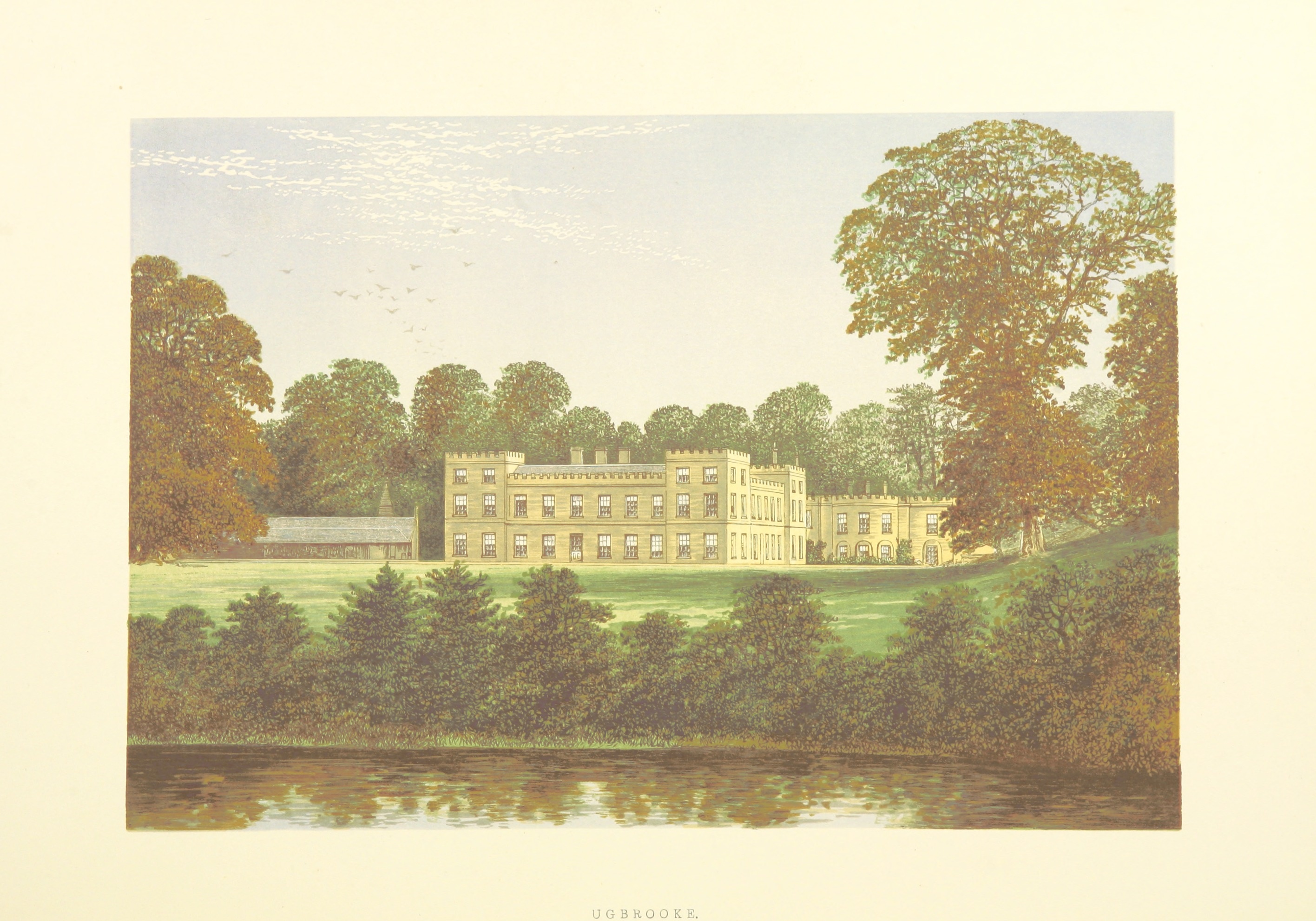
Zámek Ugbrooke Park (Devon.), sídlo rodu Cliffordů

Pocházel z vedlejší linie rodiny hrabat z Cumberlandu, byl synem plukovníka Henryho Clifforda, který vlastnil statky v Devonu. Studoval v Oxfordu a poté působil v justici, mezitím cestoval po Evropě. Po obnovení monarchie přestoupil na katolickou víru a stal se členem dolní sněmovny (1660, 1661–1673). Souběžně sloužil v námořnictvu a vynikl v několika bitvách proti Nizozemí, v roce 1664 byl zraněn a povýšen do šlechtického stavu. Krátce poté pod patronátem hraběte z Arlingtonu získal velký vliv na veřejné záležitosti a jeho další kariéru provázela značná korupce. V letech 1666–1668 byl finančním inspektorem královského dvora a od roku 1666 zároveň členem Tajné rady. Poté zastával funkce lorda pokladu (1667–1672), pokladníka královského dvora (1668–1672) a člena státní rady pro obchod (1668–1672).
V letech 1670–1673 byl členem mocenského uskupení cabal, které v první polovině 70. let 17. století ovládalo anglickou politiku. Jako první lord pokladu (Lord High Treasurer) (1672–1673) byl de facto prvním ministrem, ale jeho skutečný vliv byl mnohem menší. V roce 1672 získal titul barona a vstoupil do Sněmovny lordů. V létě 1673 byl odvolán z funkcí na základě přijatého zákona Test Act, který zamezoval přístup katolíků ke státním úřadům. Krátce nato spáchal sebevraždu.

## Rodina
S manželkou Elizabeth Martin († 1709) měl patnáct dětí, z nichž většina zemřela v dětství či mládí. Dědicem titulů byl syn Hugh Clifford, 2. baron z Chudleighu (1663–1720). V dalších generacích z rodu nevzešla žádná významná osobnost, současným představitelem je Thomas Hugh Clifford, 14. baron z Chudleighu (* 1948). Jeho syn Alexander Clifford (* 1985) spravuje rodové sídlo Ugbrooke Park (Devon), které je majetkem rodu od 17. století.